# Parco urbano dell'antichissima Città di Sutri
Le parco urbano dell'antichissima Città di Sutri est le parc urbain de la ville de Sutri en province de Viterbe (Italie).

## Description des sites
D'une surface de 7 hectares, un des plus petits parcs du Latium, il comporte des points d'intérêts très divers accessibles par son parcours naturaliste :
- L'amphithéâtre, probablement[1] de l'époque romaine (IIe et Ier siècles av. J.-C.).
- l'église de la Madonna del Parto, qui a supplanté un sanctuaire du culte de Mithra, qui avait pris place dans l'ensemble de trois tombes étrusques conjointes.
- La Nécropole de Sutri, avec ses 64 tombes étrusques creusées dans les parois de tuf de la colline.
- Les cuniculi, canaux d'irrigation du site.
- Le Centro Servizi, première église Madonna del Tempio, puis église San Giovanni del Tempio, de style renaissance, devenue Chiesa Cavalieri di Malta
- La Villa Savorelli, possession de la famille Muti-papazzuri depuis le XVIIIe siècle.
- L'église Santa Maria del Tempio
- Les vestiges de la Torre degli Arraggiati
- Vestiges du Castello di Carlo Magno

## Galerie de photographies

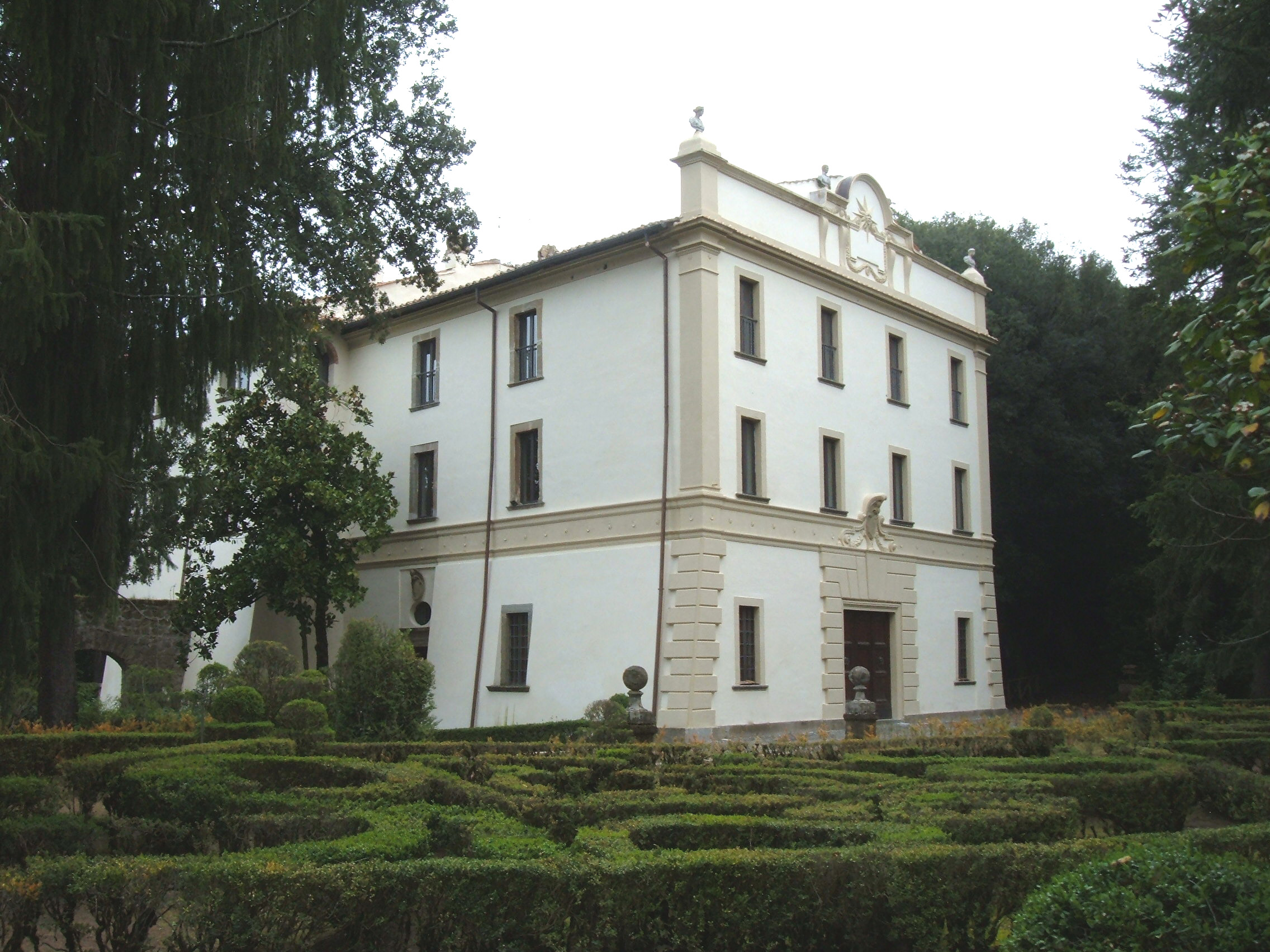
La Villa Savorelli.
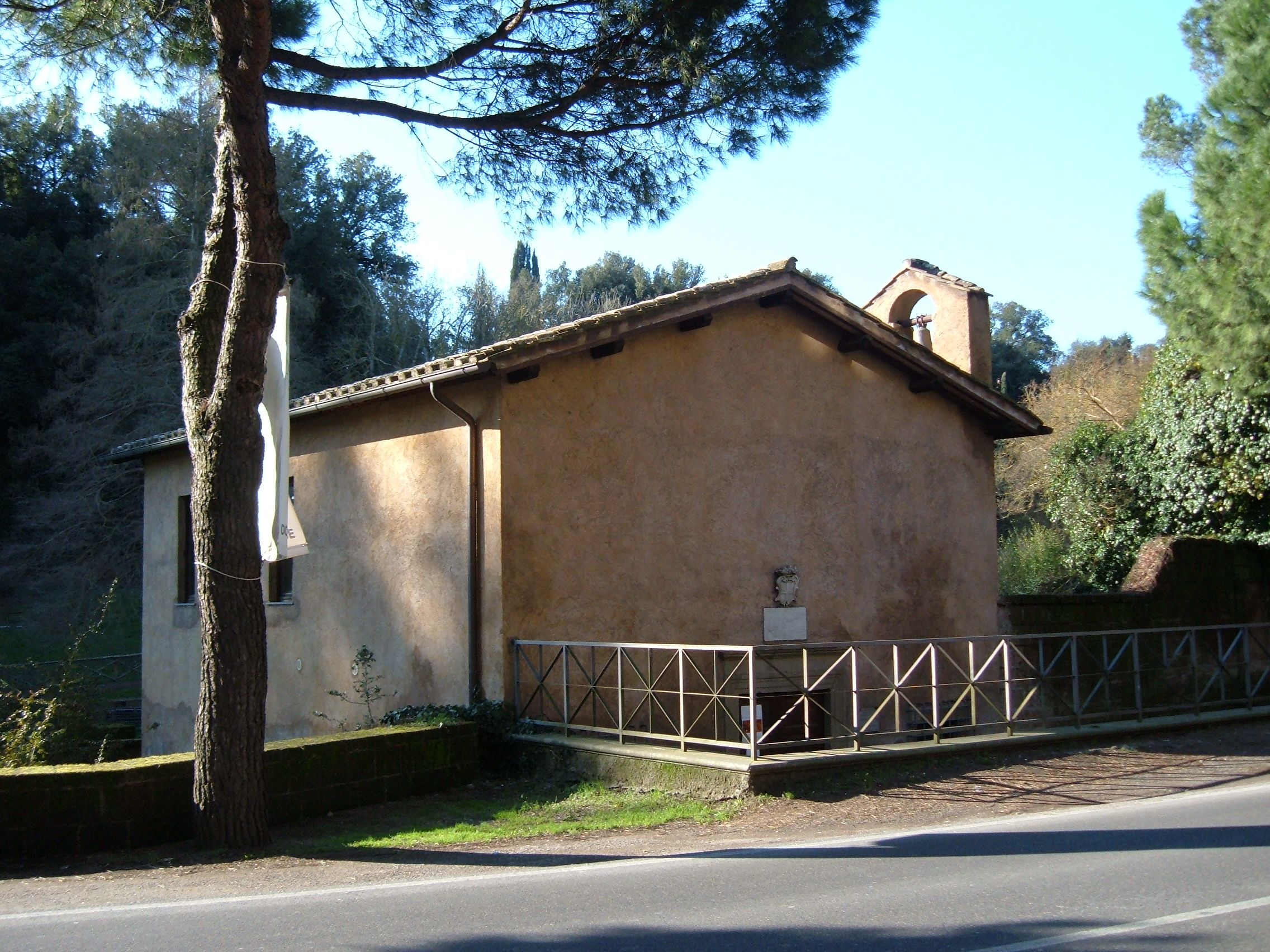
Santa Maria del Tempio.
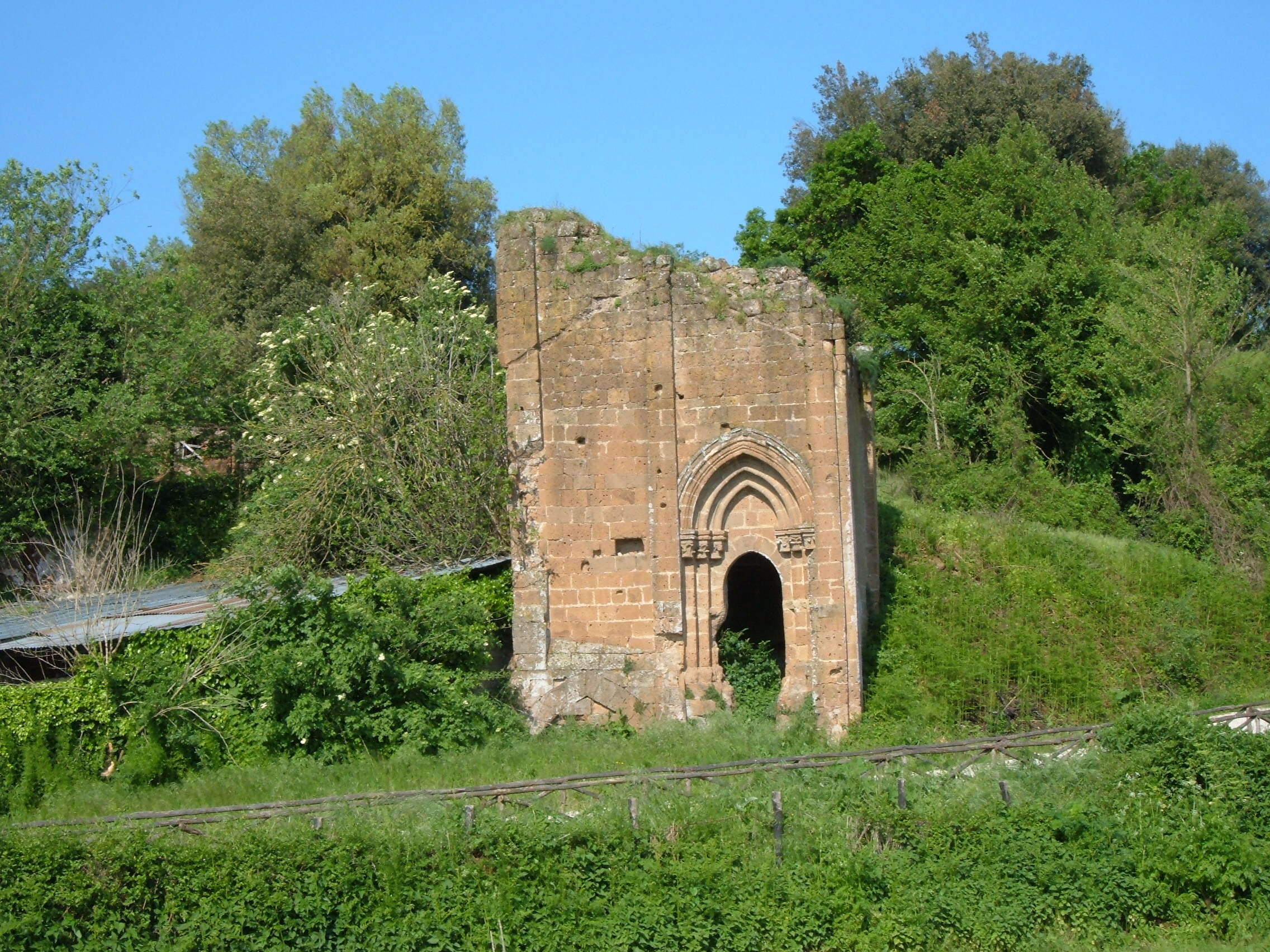
La Torre degli Arraggiati.
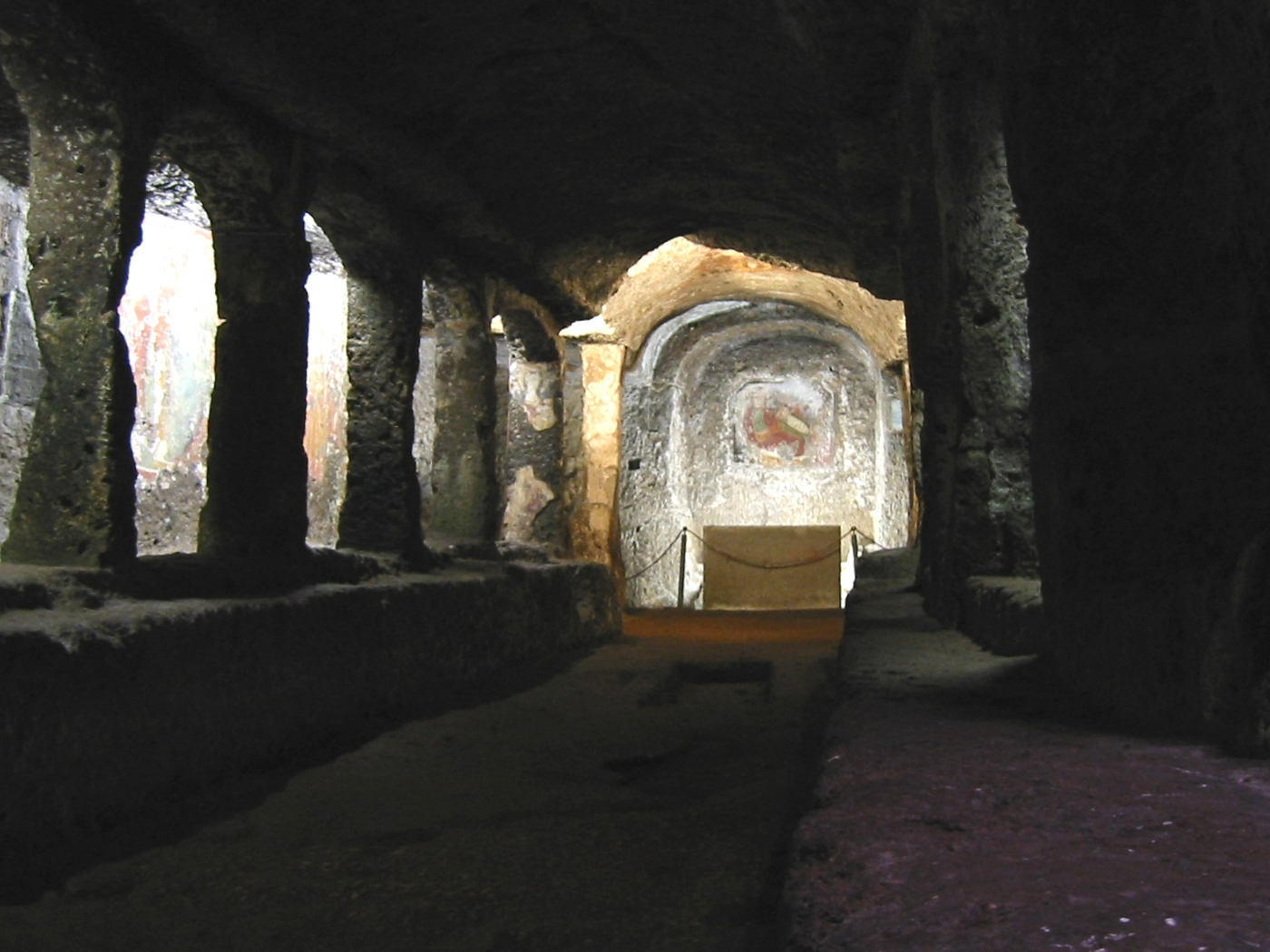
L'église souterraine de la Madonna del Parto.
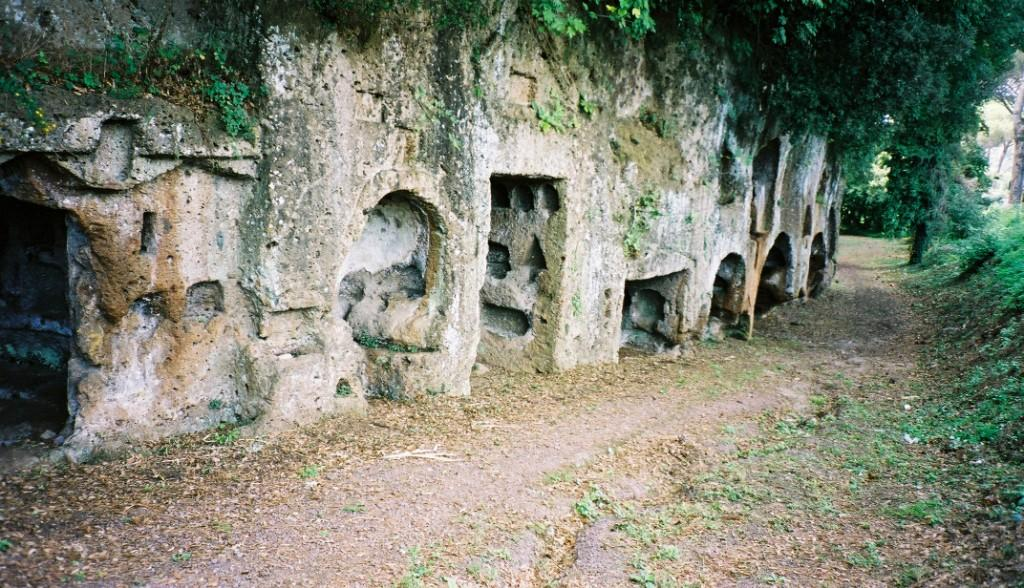
Les tombes étrusques.

## Sources
- Notice du parc